# Liste der Monuments historiques in Lataule
Die Liste der Monuments historiques in Lataule führt die Monuments historiques in der französischen Gemeinde Lataule auf.

## Liste der Objekte
| Bezeichnung               | Beschreibung                                 | Standort                                 | Kennzeichnung | Schutzstatus | Datum | Bild |
| ------------------------- | -------------------------------------------- | ---------------------------------------- | ------------- | ------------ | ----- | ---- |
| Skulptur Madonna mit Kind | Nussholz, polychrom gefasst, 15. Jahrhundert | in der Kirche Notre-Dame de l’Assomption | PM60000326    | Classé       | 2004  |      |
| Reliquienbüste            | Holz, bemalt, 17. Jahrhundert                | in der Kirche Notre-Dame de l’Assomption | PM60004769    | Inscrit      | 2006  |      |